# Фаротаксіс
Фаротаксіс (від грец. pharos — маяк і таксіси) — здатність тварин вибирати найкоротший шлях пересування між двома точками у просторі. Фаротаксіс є інстинктивною формою поведінки особини або цілої  популяції, що дозволяє максимально економити кінетичну енергію, зменшувати небезпеку нападу з боку хижаків та ін. Фаротаксіс зустрічається, як правило, у тварин, позбавлених способів захисту (напр., у хатніх  тарганів , мишей та ін.).